# Světnov
Světnov (en allemand : Zwitnuf) est une commune du district de Žďár nad Sázavou, dans la région de Vysočina, en République tchèque. Sa population s'élevait à 472 habitants en 2020.

## Géographie
Březejc se trouve à 6,5 km au nord de Žďár nad Sázavou, à 36 km au nord-est de Jihlava à 122 km au sud-est de Prague.
La commune est limitée par Cikháj au nord, par Sklené à l'est, par Počítky au sud, et par Žďár nad Sázavou, Polnička et Škrdlovice à l'ouest.

## Histoire
La première mention écrite de la localité date de 1366.

## Transports
Par la route, Osové se trouve à 8 km de Žďár nad Sázavou, à 45 km de Jihlava, à 82 km de Brno et à 156 km de Prague.